# SMS Schwarzenberg
SMS Schwarzenberg byla dřevěná třístěžňová fregata používaná rakouským a později Rakousko-uherským námořnictvem. Nese jméno císařského diplomata Jiřího Ludvíka ze Schwarzenbergu (1586-1646).

## Historie
Loď byla postavena v Benátkách. Až po roce 1862 byla vybavena lodním šroubem a parním strojem. 
V roce 1854 byla admirálskou lodí arcivévody Ferdinanda Maxe. V roce 1862 začala přestavba lodi, při které byla vybavena parním strojem a lodním šroubem. Jednalo se o dvouválcový ležatý parní stroj o výkonu 1700 iHP, se kterým fregata dosahovala rychlosti až 11 uzlů.
V březnu 1864 byla fregata Schwarzenberg vlajkovou lodí komodora Wilhelma von Tegetthoff v bitvě u Helgolandu. Druhou rakouskou lodí bojující v bitvě byla fregata SMS Radetzky. Fregata Schwarzenberg v boji vedeném na krátkou vzdálenost obdržela 153 zásahů a například ztratila celý přední stěžeň.
V roce 1866 byla nasazena v bitvy u Visu, která skončila těžkou porážkou silnější a modernější italské flotily. V bitvě byla zařazena do II. divize, kterou tvořily starší dřevěné lodě. V bitvě ji velel kapitán řadové lodě Georg Millosich.
V roce 1890 byl loď vyřazena.